# رابرت بی. شرمن
رابرت بی. شرمن (انگلیسی: Robert B. Sherman؛ ۱۹ دسامبر ۱۹۲۵ – ۵ مارس ۲۰۱۲) یک موسیقی‌دان اهل ایالات متحده آمریکا بود. وی بین سال‌های ۱۹۵۰ تا ۲۰۱۲ میلادی فعالیت می‌کرد.

## جوایز
وی برنده جوایزی همچون جایزه اسکار بهترین موسیقی فیلم شده است.